# سولا (پچورا)
سولا (انگلیسی: Sula) یک رودخانه در جمهوری کومی کشور روسیه است.